# Clarisses Caputxines
Les Clarisses Caputxines (en llatí Moniales Clarisae Cappucinae o Ordo Santae Clarae Capuccinarum) són un institut femení de vida consacrada de l'Església catòlica, concretament un orde religiós mendicant de clausura. Forma part del Segon Orde de Sant Francesc, com a branca femenina dels Frares Menors Caputxins i com a reforma de l'Orde de Santa Clara. Les monges que en formen part posposen al seu nom les sigles O.S.C. Cap.

## Els orígens
Les Caputxines van néixer a Nàpols per voluntat de la noble catalana Maria Llong (1463-1542): en quedar vídua, va fer el pelegrinatge al santuari de la Santa Casa de Loreto i va decidir d'entrar al Tercer Orde de Sant Francesc, prenent el nom de Llorença.
De retorn a Nàpols, i juntament amb altres dones terciàries, va començar a tenir cura dels malalts als hospitals per a pobres de la ciutat. En 1497 va fundar l'Hospital de Santa Maria del Popolo degli Incurabili, destinat als malalts de sífilis, i va prendre com a director espiritual Gaietà de Thiene, que dirigia l'Oratori de l'Amor Diví.
En 1530 va fundar el convent de Sant Efraïm el Vell (Sant'Eframo Vecchio) perquè s'hi instal·lés la primera comunitat de Caputxins de Nàpols.

## Fundació de les Clarisses Caputxines

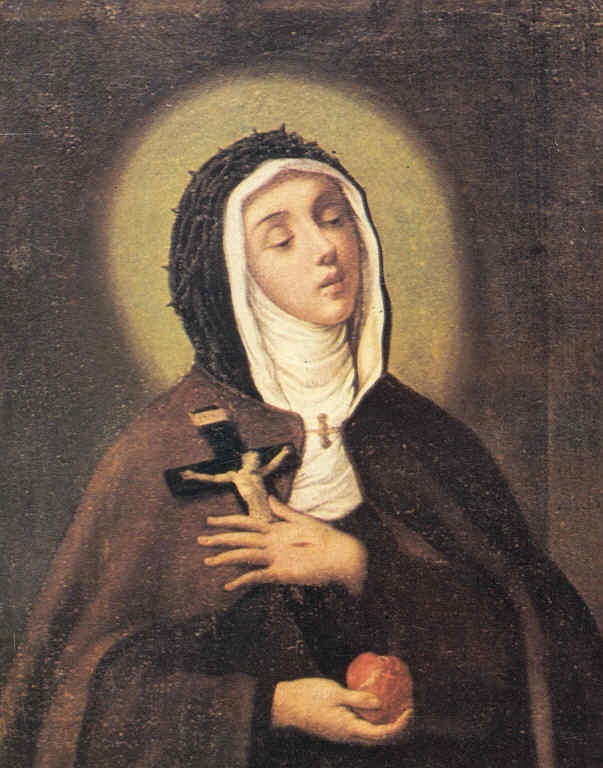
Santa Verònica Giuliani, primera santa de l'orde, amb l'hàbit

Amb la butlla de Pau III Debitum Pastoralis Officii (19 de febrer de 1535), Maria Llong va obtenir el vistiplau per a fundar un nou monestir, però ara femení: el 30 d'abril de 1536 la butlla Alias nos li concedia que el nombre de monges pogués ser de 33, en record dels anys de vida terrena de Jesús. La comunitat rebria el nom de Germanes Franciscanes del Tercer Orde, seguia la regla del Tercer Orde de Sant Francesc i es posava sota la direcció espiritual dels pares teatins, que li van donar un caràcter més contemplatiu i la van convertir en un orde de clausura.
Primer van instal·lar-se en una ala de Santa Maria del Popolo degli Incurabili. Les primeres religioses de l'orde van ser algunes prostitutes que havien guarit de sífilis a l'hospital i que s'havien convertit. En agost del 1538 Maria Llorença Llong i les seves germanes van prendre possessió de Santa Maria della Stalletta, que esdevingué protomonastir de Santa Maria in Gerusalemme (popularment anomentat Monestir de les Trenta-tres (le Trentatrè)).
Aquí va adoptar la Regla de Santa Clara, en la versió aprovada per Innocenci IV el 1253, i unes constitucions redactades sobre el model de les Clarisses Coletines, que eren més rigoroses, i amb elements de les constitucions dels Frares Menors Caputxins, als quals va passar també la direcció espiritual de les monges (per la butlla Cum Monasterium de 10 de desembre de 1538). El nom de les religioses es prengué llavors.
La majoria de monestirs van observar les constitucions redactades pel caputxí Girolamo da Castelferretti, confirmades per Urbà VIII en 1630. L'any 1927 fou establert un text nou i únic per a tots els monestirs de l'orde.

## Difusió
Les Caputxines tinguere una ràpida difusió per tot Itàlia: en En 1553 van fundar una casa a Perusa; el 1561 a Gubbio, el 1576 a Roma, en 1578 a Milà (on Sant Carles Borromeu hi fundaria fins a tres cases) i en 1606 un convent a París.
El primer monestir a terres hispàniques va fundar-se en 1588 a Granada per Lucía de Ureña. El 1599, Àngela Margarida Prat i Serafí va fundar a Barcelona un nou monestir que seguia els estatuts de les caputxines de Roma. A Amèrica van arribar en 1665, amb la fundació del convent de Mèxic.
En 2005 l'orde tenia 160 monestirs i 2.209 religioses.

## Caputxines destacades
- Maria Diomira del Verbo Incarnato, al segle Maria Teresa Serri, venerable.
- Santa Verònica Giuliani (1660-1727), primera santa caputxina.
- Beata María Àngela Astorc (1592-1665), fundadora dels monestirs de Saragossa i Múrcia.
- Àngela Margarida Prat i Serafí, fundadora del monestir de Barcelona.
- Úrsula Micaela Morata (1628-1703), fundadora del monestir d'Alacant.